# Modeste Kambou
Modeste Kambou (né le 4 décembre 1963 à Bouti) est un évêque catholique burkinabè, évêque de Gaoua (en) depuis 2012.

## Biographie
Modeste Kambou est né le 4 décembre 1963 à Bouti, un village situé dans le diocèse de Diébougou (en), au Burkina Faso. Il est ordonné prêtre le 28 décembre 1991 et incardiné dans le diocèse de Diébougou.
Après son ordination, il occupe plusieurs fonctions. De 1992 à 1995, il enseigne en tant que professeur au petit séminaire saint Tarcisius de Kakapèlè. Puis, il fait des études en lettres modernes à l'université d'État de Ouagadougou de 1995 à 1999, où il obtient une licence. À la fin de ses études, il est revient dans son diocèse et est nommé vicaire de la paroisse de Nako. Il y reste jusqu'en 2000.
En 2000, Modeste Kambou redevient professeur au petit séminaire de Saint Tarcisius à Kakapèlè, et de 2001 à 2007 il en devient le directeur. En 2007, il est nommé vicaire général du diocèse de Diébougou.
Le 30 novembre 2011, le pape Benoît le nommé évêque du diocèse nouvellement créé de Gaoua,,. Il est ordonné évêque le 18 février 2012 par Vito Rallo,.